# Мідленд-Сіті (Алабама)
Мідленд-Сіті (англ. Midland City) — місто (англ. town) в США, в окрузі Дейл штату Алабама. Населення — 2239 осіб (2020).

## Географія
Мідленд-Сіті розташований за координатами 31°18′56″ пн. ш. 85°29′37″ зх. д. / 31.31556° пн. ш. 85.49361° зх. д. (31.315602, -85.493572).  За даними Бюро перепису населення США в 2010 році місто мало площу 15,74 км², уся площа — суходіл.

## Демографія
Згідно з переписом 2010 року, у місті мешкали 2344 особи в 944 домогосподарствах у складі 636 родин. Густота населення становила 149 осіб/км².  Було 1014 помешкання (64/км²).
Расовий склад населення:
| - 70,4 % — білих - 23,3 % — чорних або афроамериканців - 0,5 % — корінних американців - 0,4 % — азіатів - 1,7 % — осіб інших рас |

До двох чи більше рас належало 3,7 %. Частка іспаномовних становила 4,1 % від усіх жителів.
За віковим діапазоном населення розподілялося таким чином: 28,0 % — особи молодші 18 років, 61,5 % — особи у віці 18—64 років, 10,5 % — особи у віці 65 років та старші. Медіана віку мешканця становила 31,6 року. На 100 осіб жіночої статі у місті припадало 90,4 чоловіків;  на 100 жінок у віці від 18 років та старших — 84,7 чоловіків також старших 18 років.
Середній дохід на одне домашнє господарство  становив 42 894 долари США (медіана — 27 163), а середній дохід на одну сім'ю — 58 390 доларів (медіана — 43 934). Медіана доходів становила 39 485 доларів для чоловіків та 22 295 доларів для жінок. За межею бідності перебувало 31,5 % осіб, у тому числі 48,6 % дітей у віці до 18 років та 7,3 % осіб у віці 65 років та старших.
Цивільне працевлаштоване населення становило 785 осіб. Основні галузі зайнятості: освіта, охорона здоров'я та соціальна допомога — 23,7 %, роздрібна торгівля — 15,0 %, мистецтво, розваги та відпочинок — 11,5 %, виробництво — 11,3 %.